# Інгрід Бергман
І́нгрід Бе́ргман, часом Берґман (англ. Ingrid Bergman, шведська вимова — Берйманⓘ; 29 серпня 1915, Стокгольм — 29 серпня 1982, Лондон) — шведська акторка кіно, театру, радіо й телебачення, автобіографка. Лауреатка трьох премій «Оскар», чотирьох «Золотих глобусів», двох «Еммі», премії Британської кіноакадемії BAFTA, «Тоні». Четверта в рейтингу найкращих кіноакторок усіх часів Американського інституту кіномистецтва. Зіграла у 45 кінофільмах шведською, німецькою, англійською, італійською й французькою у США та Європі. Найбільшу популярність їй принесли ролі у фільмах «Інтермецо», «Касабланка», «Газове світло».

## Життєпис

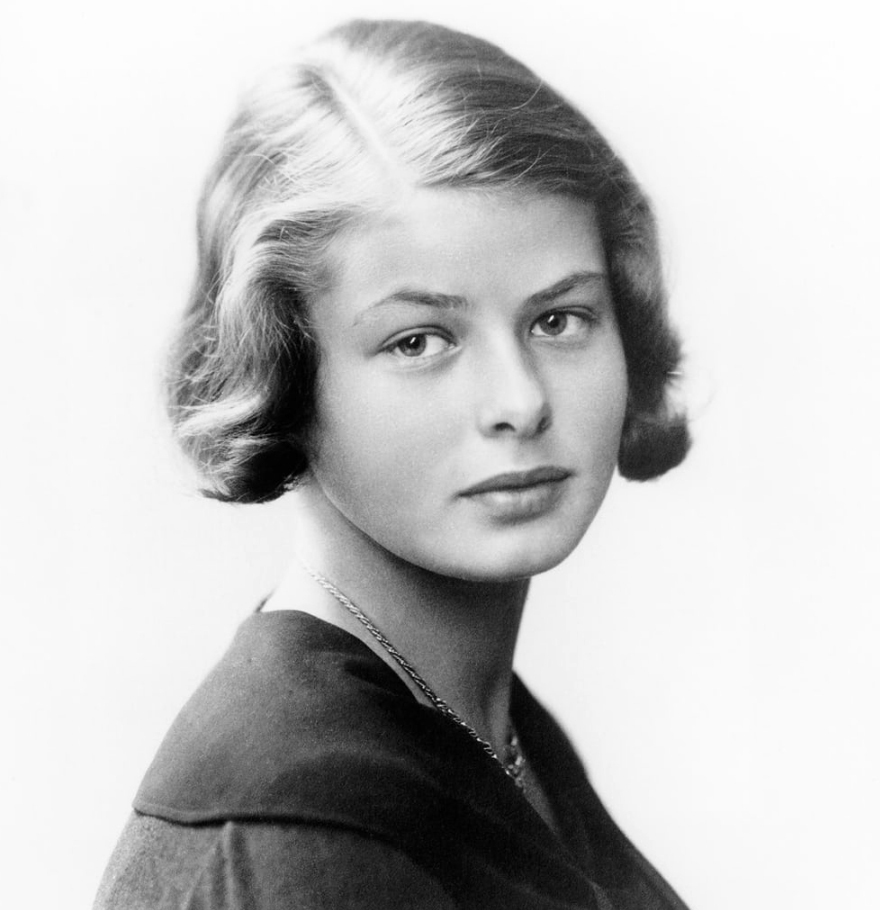
Інгрід Бергман у 14 років

Народилася 29 серпня 1915 року в Стокгольмі (Швеція). Коли Інгрід було 3 роки, померла мати, а в 13 — батько Юстус Самуель Бергман. Вихованням зайнялася тітка, але померла через півроку. Тоді Інґрід переїхала до дядька Отто Бергмана, у якого було п'ятеро дітей.
Вчилася в школі при Стокгольмському Королівському драматичному театрі. У 17 років Інґрід після проб прийнята до Королівського драматичного театру в Стокгольмі, а через рік залишила його заради зйомок у фільмах.
Почала кар'єру на студії «Свенска фільм». З'явившись спочатку в масовці, незабаром стала провідною акторкою шведського кіно, знявшись за чотири роки в десяти фільмах. Популярність здобула роботою у фільмах Густава Моландера «Сведенгельми», «На сонячній стороні», «Єдина ніч», «Обличчя жінки».
Найбільшою популярністю користувалася любовна мелодрама «Інтермеццо» (1936) про кохання скромної вчительки музики Аніти Гофман до знаменитого скрипаля. Там запрошена до нової екранізації цього сюжету Девідом Сельцником, успішним голлівудським підприємцем («Інтермеццо, історія одного кохання», 1939).
Прийнявши запрошення Сельцника, Бергман приїхала до Америки, де залишилася через Другу світову війну в Європі. У 1942 році Берґман грає головну роль у фільмі Майкла Кертіца «Касабланка» з Гамфрі Боґартом. Картина мала величезний успіх і стала класикою світового кінематографу.
У 1944 році Берґман отримала перший «Оскар» за роль дружини чоловіка-садиста у фільмі «Газове світло», що ліг в основу концепції газлайтингу. У цій картині Берґман привернула увагу Альфреда Гічкока, і у 1940-ті грає в трьох його фільмах — «Заворожений» (1945), «Лиха слава» (1946), «Під знаком Козерога» (1949).
Інґрід Берґман своєю найкращою роботою в Голлівуді вважала музичну комедію «Дзвони святої Марії» (1945), в якій втілила черницю, що поєднала служіння Богові зі спортивними заняттями, боксуючи в чернечому одязі.
У 1950 році грає в фільмі «Стромболі, земля Божа» неореаліста Роберто Росселліні.
Після закінчення зйомок «Стромболі» Берґман народила від Росселліні сина Роберто і розлучилася з чоловіком, Петером Ліндстрьомом. Багатьох американців ця історія зірки, «Душечки Америки», шокувала. Фільми Росселліні, у яких вона знімалася, бойкотували. Анафема на адресу акторки прозвучала навіть в американському конгресі.
Незабаром Берґман народила сестер-близнят: Ізотту Інгрід та Ізабеллу.
Інґрід Берґман знімалася в Італії у Росселліні («Європа '51», 1952; «Ми, жінки», 1953; «Подорож до Італії», 1954; «Страх», 1954) і у Франції (в Жана Ренуара у фільмі «Єлена і чоловіки», 1956), працювала у Великій Британії, там же в 1950—1960-х роках грала в театрі.

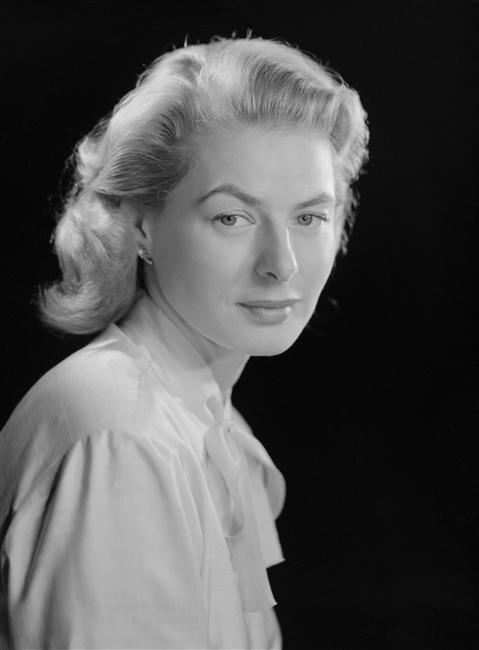
1957

У 1954 році Росселліні поставив для Берґман ораторію Артура Онеґґера «Жанна д'Арк на вогнищі». З цією виставою, незабаром екранізованою, вони об'їхали всю Європу. Під час цього гастрольного турне поглибилися їхні творчі розбіжності. Росселліні пристав на пропозицію зняти в Індії документальний фільм. А Берґман почала виступати в Парижі у виставі «Чай і співчуття».
Після розлучення з Росселіні Берґман пошлюбила театрального продюсера Ларса Шмідта. Він шукав для неї п'єси, знаходив режисерів. Майже щороку протягом двох декад Берґман працює в новому спектаклі. Деякі з них стали телефільмами: «Поворот гвинта» (1959), «24 години з життя жінки» (1961), «Гедда Габлер» (1963), «Людський голос» (1967) та інші.
У 1956 році яскрава роль у фільмі «Анастасія» допомогла Берґман відновити своє положення в Голлівуді, вона отримала другий «Оскар». Третього удостоїлася за роль другого плану в детективі «Вбивство в Східному експресі» (1974).
Однією з вершин творчості Інґрід Берґман вважається робота у фільмі шведського режисера Інгмара Бергмана «Осіння соната» (1978).
Останньою роботою акторки стала роль Голди Меїр у телевізійному мінісеріалі «Жінка на ім'я Голда», за яку вона удостоєна премії «Еммі».
29 серпня 1982 року в Лондоні, відзначивши свій день народження з небагатьма друзями, Інгрід Бергман померла від раку молочної залози, з яким боролася кілька років. Її прах було спадено в крематорії кладовища Кенсал-Грін.

## Фільмографія
- 1932: Landskamp — дівчина у черзі (у титрах не вказана)
- 1935: Munkbrogreven — Ельза Едлунд
- 1935: Bränningar — Карін Інгман
- 1935: Swedenhielms — Астрід
- 1935: Valborgsmässoafton — Лена Бергстрьом
- 1936: På Solsidan — Єва Берг
- 1936: Інтермецо[en] / Intermezzo — Аніта Гофман
- 1938: Dollar — Юлія Балсар
- 1938: «Чотири компаньйона» / Die Vier Gesellen — Маріанна
- 1938: «Обличчя жінки» / En Kvinnas ansikte — Ганна Голм
- 1939: «Лише одна ніч» / En enda natt — Єва Бекман
- 1939: «Інтермецо» (англомовна версія) / Intermezzo — Аніта Аніта Гоффман
- 1940: «Ніч у червні» / Juninatten / Night in June — Керстін Норбек
- 1941: «Лютість на небесах» / Rage in Heaven — Стела Берген
- 1941: Adam Had Four Sons — Емілі Галатен
- 1941: «Доктор Джекіл і містер Гайд» / Dr. Jekyll and Mr. Hyde — Айві Пітерсон
- 1942: «Касабланка» / Casablanca — Ільза Лунд-Ласло
- 1943: «По кому подзвін» / For Whom the Bell Tolls — Марія
- 1944: «Газове світло» / Gaslight — Пола Олквіст
- 1945: «Заворожений» / Spellbound — доктор Констанс Петерсен
- 1945: «Дзвони Святої Марії» / The Bells of Saint Mary's — сестра Бенедикт
- 1946: Saratoga Truck — Кліо Дюлен
- 1946: «Скандально відомі» / Notorious — Алісія Губерман
- 1948: «Тріумфальна арка» / Arch of Triumph — Жоан Маду
- 1948: «Жанна Д'Арк» / Joan of Arc — Жанна Д'арк
- 1949: «Під знаком Козерога» / Under Capricorn — Леді Генрієтта Фласкі
- 1950: «Стромболі, земля Божа» / Stromboli — Карін Бйорсен
- 1952: «Європа '51» / Europe '51 — Ірен Джерард
- 1953: «Подорож до Італії» / Viaggio in Italia — Кетрін Джойс
- 1954: «Страх» / La Paura — Ірен Вагнер
- 1954: «Жанна д'Арк у вогнищі» / Giovanna d'Arco al rogo — Жанна д'Арк
- 1956: «Єлена і чоловіки» / Elena et les hommes — княгиня Єлена Сороковська
- 1956: «Анастасія» / Anastasia — Ганна Корєва / Анастасія
- 1958: «Роздратований» / Indiscreet — Ганна Кальман
- 1958: «Готель шостого ступеня щастя» / The Inn of sixth happiness — Гледіс Ейлворд
- 1959: «Поворот гвинта» / The turn of the screw — Гувернантка
- 1961: «24 години у житті жінки» / Twenty-Four Hours in a Woman's Life (ТБ) — Клер Лестер
- 1961: «Чи любите ви Брамса?» / Aimez-vous Brahms? / Goodbye Again — Пола Тесьє
- 1961: «Августа» / Auguste (у титрах не вказана) — камео
- 1963: «Гедда Ґаблер» / Hedda Gabler (ТБ) — Гедда Ґаблер
- 1964: «Візит» / The Visit — Карла Заханасіан
- 1964: «Жовтий Ролс-ройс» / The Yellow Rolls-Royce — Герда Мілет
- 1967: Stimulantia — Матильда Гартман
- 1967: «Людський голос» / The Human Voice (TV) — у титрах не вказана (читає монолог)
- 1969: «Квітка кактуса» / Cactus Flower — Стефані Дікінсон
- 1970: «Прогулянка під весняним дощем» / Walk in the Spring Rain — Лібі Мередит
- 1974: «Убивство у „Східному експресі“» / Murder On The Orient Express — Ґрета Олссон
- 1976: «Справа часу» / A Matter of Time — графиня Санціані
- 1978: «Осіння соната» / Autumn Sonata — Шарлотта Андергаст
- 1982: «Жінка на ім'я Ґольда» / A woman called Golda (телесеріал)  — Ґольда

## Родина
- чоловік (1937—1950): Петер Арон Ліндстрем (Petter Aron Lindström), шведський лікар
  - дочка: Піа Ліндстрем (Pia Lindström), шведська журналістка і акторка
- чоловік (1950—1957): Роберто Росселліні, кінорежисер
  - син: Роберто Інгмар Росселліні (Roberto Ingmar Rossellini, нар. 1950)
  - дочка: Інгрід Росселліні (Ingrid Rossellini, нар. 1952), італійська філологиня
  - дочка: Ізабелла Росселліні (1952), акторка та модель
- чоловік (1958—1978): Ларс Шмідт (Lars Schmidt), шведський театральний і кінопродуцент
- Aleksandra Ziolkowska-Boehm, Ingrid Bergman prywatnie, Warsaw: Proszynski, 2013, ISBN 978-83-7839-518-8.
- Aleksandra Ziolkowska-Boehm, Ingrid Bergman and her American Relatives, Lanham, MD: Hamilton Books, The Rowman @ Littlefield Publishing Group, 2013, ISBN 978-0-7618-6150-8.

## Вшанування пам'яті
На честь акторки названо один із сортів троянд.
На Алеї слави в Голлівуді встановлено зірку Інгрід Бергман.